# 藍色師獎章

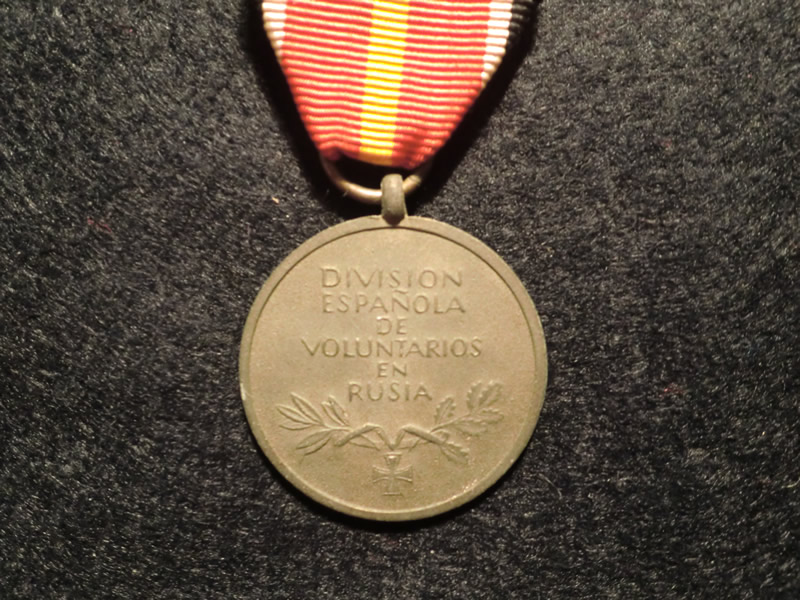
藍色師獎章

西班牙志願者獎章，也稱藍色師獎章，正式名稱為「反布爾什維主義鬥爭中的西班牙志願者紀念獎章」（德語：Erinnerungsmedaille für die spanischen Freiwilligen im Kampf gegen den Bolschewismus），於1944年1月3日由第三帝國授予，以表彰西班牙志願人員第二次世界大戰期間在俄羅斯前線服役的藍色師。這支隸屬於德國國防軍司令部的部隊，正式編號第250步兵師，共有47,000人，由弗朗西斯科·佛朗哥派遣前往援助第三帝國，以報答阿道夫·希特勒在西班牙內戰期間提供的幫助。